# U-1273
| U-1273                     | U-1273                                                         | U-1273                                                         |
| -------------------------- | -------------------------------------------------------------- | -------------------------------------------------------------- |
|                            |                                                                |                                                                |
|                            |                                                                |                                                                |
|                            |                                                                |                                                                |
| Під прапором               | Третій рейх                                                    | Третій рейх                                                    |
| Спуск на воду              | 10 січня 1944 року                                             | 10 січня 1944 року                                             |
| Виведений зі складу флоту  | 17 лютого 1945 року                                            | 17 лютого 1945 року                                            |
| Сучасний статус            | затоплений                                                     | затоплений                                                     |
| Проєкт                     |                                                                |                                                                |
| Тип ПЧ                     | Торпедний ДПЧ                                                  | Торпедний ДПЧ                                                  |
| Основні характеристики     |                                                                |                                                                |
| Швидкість (надводна)       | 17,7 вузлів                                                    | 17,7 вузлів                                                    |
| Швидкість (підводна)       | 7,6 вузлів                                                     | 7,6 вузлів                                                     |
| Робоча глибина занурення   | 120 м                                                          | 120 м                                                          |
| Гранична глибина занурення | 250 м                                                          | 250 м                                                          |
| Екіпаж                     | 44 осіб                                                        | 44 осіб                                                        |
| Розміри                    |                                                                |                                                                |
| Довжина найбільша (по КВЛ) | 67,1 м                                                         | 67,1 м                                                         |
| Ширина корпусу найб.       | 6,2 м                                                          | 6,2 м                                                          |
| Висота                     | 9,6 м                                                          | 9,6 м                                                          |
| Середня осадка (по КВЛ)    | 4,70 м                                                         | 4,70 м                                                         |
| Водотоннажність надводна   | 769 т                                                          | 769 т                                                          |
| Озброєння                  |                                                                |                                                                |
| Артилерія                  | одна палубна гармата калібру 88-мм, одна 20-мм зенітна гармата | одна палубна гармата калібру 88-мм, одна 20-мм зенітна гармата |
| Торпедно- мінне озброєння  | 4 носових і один кормовий ТА. 14 торпед                        | 4 носових і один кормовий ТА. 14 торпед                        |

U-1273 — німецький підводний човен типу VIIC/41 часів Другої світової війни.
Замовлення на будівництво човна було віддане 23 березня 1942 року. Човен був закладений на верфі Bremer Vulkan у Бремені 7 червня 1943 року під заводським номером 68, спущений на воду 10 січня 1944 року, 16 лютого 1944 року увійшов до складу 8-ї флотилії. Також за час служби входив до складу 11-ї флотилії.
Човен зробив 1 бойовий похід, у якому не потопив та не пошкодив жодного судна.
Затонув 17 лютого 1945 року у Скагерраку, у Осло-фіорді біля Гортену (59°24′ пн. ш. 10°32′ сх. д. / 59.400° пн. ш. 10.533° сх. д.) підірвавшись на міні британського мінного поля Onions IV. 43 члени екіпажу загинули, 8 врятовані.

## Командири
- Оберлейтенант-цур-зее Карл-Гайнц Фосвінкель (16 лютого 1944 — 6 липня 1944)
- Капітан-лейтенант Гельмут Кнолльманн (7 липня 1944 — 17 лютого 1945)